# Real Sociedad Canina de España
La Real Sociedad Canina de España (RSCE) in italiano Reale società cinofila di Spagna è il Kennel club (club cinofilo) spagnolo.
È stata fondata a Madrid come Sociedad Central de Fomento de las Razas Caninas en España (RSCFRCE) il 27 giugno 1911, e divenne ente giuridica il 12 luglio 1911; il 1º dicembre 1911 ricevette il patronato regio da parte d Rei Alfonso XIII aggiungendo prima del nome la parola 'Real'.
È membro a pieno titolo della Federation Cynologique Internationale (FCI) dal 30 maggio 1912.
Dal 2018 appartiene alla "Associazione Canina Latina" (Alianza Canina Latina).
La RSCE ha la responsabilità, esclusiva, della registrazione di tutti i cani in Spagna; dalla sua fondazione, ha gestito il Libro genealogico spagnolo (LOE) e il Registro Genealogico Canino, ufficialmente riconosciuto come il più antico della Spagna e nel quale dal 1911 sono stati registrati più di 2.500.000 cani.

## Razze spagnole
Le razze spagnole riconosciute dalla FCI sono 13, non riconosciute ancora dalla FCI, ma solo dalla RCSE, sono 11, mentre sono 9 le razze in via di recupero e/o salvataggio; per un totale di 33 razze censite dalla RSCE.

### Riconosciute dalla FCI
- Razze canine del gruppo 1
  - Perro de Pastor Mallorquín (Ca de Bestiar)
  - Perro de Pastor Catalán (Gos d'Atura Català)
- Razze canine del gruppo 2
  - Mastín Español
  - Mastín del Pirineo
  - Dogo Mallorquín (Ca de Bou)
  - Presa Canario
- Razze canine del gruppo 3
  - Ratonero Valenciano (Gos Rater Valencià)
- Razze canine del gruppo 5
  - Podenco canario
  - Podenco ibicenco (Ca Eivissenc)
- Razze canine del gruppo 6
  - Sabueso español
- Razze canine del gruppo 7
  - Perdiguero de Burgos
- Razze canine del gruppo 8
  - Perro de Agua Español
- Razze canine del gruppo 10
  - Galgo español

### Non riconosciute dalla FCI
Altre razze non ancora riconosciute dalla FCI sono:
- Pero Majorero
- Perro de Pastor Vasco (Euskal Artzain Txakurra)
- Perro de Pastor Garafiano
- Perro Leonés de Pastor
- Valdueza
- Alano Español
- Ratonero Bodeguero Andaluz
- Podenco Andaluz
- Maneto
- Podenco Valenciano (Xarnego Valenciano)
- Pachón Navarro

### Razze in salvataggio
I profili di queste razze possono essere consultati nei bollettini ufficiali delle Comunità Autonome corrispondenti:
- Galicia:
  - Can De Palleiro
  - Can Guicho O Quisquelo
  - Perdigueiro galego
  - Podengo galego
- Baleari:
  - Ca Me Mallorquí
  - Ca Rater Mallorquí
- Andalusia:
  - Podenco Paternino
- Paesi Baschi:
  - Villano de Las Encartaciones
- Cantabria:
  - Perro de Agua del Cantábrico

Per queste razze è richiesta l'iscrizione ad un registro: Registrazioni iniziali di gruppi etnici o Registro de Grupos Étnicos Caninos (RGEC).
Il Registro de Grupos Étnicos Caninos (RGEC) è un registro gestito dall'RSCE per le razze che non ha ancora riconosciuto ufficialmente, ma che tuttavia conta come tipi o popolazioni di cani spagnoli nativi.
Secondo il parere ufficiale della RSCE, queste razze sono in un certo senso una specie di razze contadine locali, la cui tipologia non è ancora del tutto uniforme.
Affinché le popolazioni riconosciute dal registro ottengano la piena approvazione ufficiale come razze canine corrette, devono prima essere registrate in RGEC in numero sufficiente per almeno tre generazioni e il tipo di razza deve essere sufficientemente omogeneo (uniforme).